# 褚師聲子
褚師聲子，褚師氏，名比，春秋时期卫国大夫，褚師定子的儿子。
前480年（周敬王四十年、鲁哀公十五年、卫庄公元年）卫庄公想要除去旧臣，透漏给了司徒瞒成。瞒成回去告诉褚师比，想要和他攻打卫庄公，没能成行。次年春，瞒成、褚师比逃亡到宋国。卫庄公死后，其子衛出公复位，褚师比也回到卫国。卫出公和大夫们在藉圃的灵台饮宴，褚师声子穿着袜子登席，卫出公发怒。褚师比说：“我脚上生疮，和别人不一样。如果国君看见，会作呕的，因此不敢脱去袜子。”卫出公更加生气。大夫们都为褚师比辩解，卫出公不同意。褚师比退出。卫出公叉着腰说：“一定要砍断你的脚。”褚师比知道后，和司寇亥一起上车，说：“今日之事，能逃亡就是幸运了。”褚师比与公孙弥牟、公文要、司寇亥、司徒期利用匠人和拳弥来发动叛乱，赶走了卫出公，前470年（周元王六年、鲁哀公二十五年、卫出公后七年）五月二十五日，卫出公逃亡到宋国。次年，卫出公凭借越国的力量，回到卫国国境，把褚師聲子父亲褚师定子的坟墓发掘了。